# Greater London Authority
A Greater London Authority (GLA), coloquialmente conhecida pela metonímia "City Hall" , é o órgão de governança regional da Grande Londres, Inglaterra. Consiste em dois ramos políticos: a Prefeitura executiva (atualmente liderada por Sadiq Khan, prefeito de Londres) e a Assembleia de Londres,  com 25 membros , que serve como meio de controle e equilíbrio do primeiro. Desde maio de 2016, ambos os ramos estão sob o controle do Partido Trabalhista de Londres . A autoridade foi criada em 2000, após um referendo local, e deriva a maior parte de seus poderes do Lei da Autoridade da Grande Londres de 1999 e Lei da Autoridade da Grande Londres de 2007 .
A Autoridade Metropolitana de Londres é uma entidade governamental encarregada de gerenciar questões estratégicas na região metropolitana de Londres. Ela tem poderes para lidar com transporte, segurança pública, desenvolvimento econômico e gerenciamento de emergências. Para cumprir essas tarefas, a Autoridade conta com diversos órgãos funcionais, como o Departamento de Transporte de Londres, a Polícia Metropolitana e o Corpo de Bombeiros Metropolitano.

As políticas e planos de ação da Autoridade são estabelecidos em um plano estratégico para a região metropolitana de Londres, que é atualizado periodicamente. A Autoridade é financiada principalmente por subsídios governamentais e arrecadação de impostos locais. Ela é uma entidade única no sistema de governo local e local britânico, com uma estrutura diferenciada, eleições e distribuição de poderes. A Autoridade foi criada para substituir uma série de conselhos e quangos e forneceu uma camada eleita de governo local na região metropolitana de Londres pela primeira vez desde a dissolução do Conselho Metropolitano de Londres em 1986.